# Dolomedes senilis
Dolomedes senilis är en spindelart som beskrevs av Simon 1880. Dolomedes senilis ingår i släktet Dolomedes och familjen vårdnätsspindlar. Inga underarter finns listade i Catalogue of Life.